# Đơn thân nam nữ
Đơn thân nam nữ (tiếng Trung: 單身男女, tiếng Anh: Don't Go Breaking My Heart) là một bộ phim điện ảnh Hồng Kông thuộc thể loại hài – lãng mạn – chính kịch ra mắt vào năm 2011 do Đỗ Kỳ Phong làm đạo diễn và đồng sản xuất, với sự tham gia diễn xuất của các diễn viên chính gồm Cao Viên Viên, Cổ Thiên Lạc và Ngô Ngạn Tổ.
Bộ phim có buổi công chiếu lần đầu tại Liên hoan phim quốc tế Hồng Kông vào ngày 20 tháng 3 năm 2011, sau đó được trình chiếu tại Hồng Kông và Trung Quốc từ ngày 31 tháng 3 cùng năm. Phần thứ hai của bộ phim được ra mắt vào năm 2014.

## Nội dung
Trình Tử Hân là một cô gái trẻ người Tô Châu đang hành nghề chuyên viên phân tích tài chính. Đến Hồng Kông để tìm kiếm tình yêu, song cô đau lòng khi phát hiện mình bị người yêu lừa dối. Giữa lúc cô đơn sau chia tay, có hai người đàn ông xuất hiện làm thay đổi cuộc đời của cô, gồm Trương Thân Nhiên – một chủ tịch giàu có theo đuổi bằng sự hào nhoáng, và Phương Khải Hoành – một kiến trúc sư mang đến sự ấm áp chân thành. Trái tim Tử Hân bắt đầu rung động giữa hai thái cực, tạo nên một câu chuyện tình tay ba đầy bất ngờ và lãng mạn. Từ đây, hành trình tìm kiếm tình yêu đích thực giữa những lựa chọn khó khăn của cô mới thực sự bắt đầu.

## Diễn viên
- Cao Viên Viên trong vai Trình Tử Hân
- Cổ Thiên Lạc trong vai Trương Thân Nhiên
- Ngô Ngạn Tổ trong vai Phương Khải Hoành